# Кан Кэцин
Кан Кэцин (кит. трад. 康克清, пиньинь Kāng Kèqīng, 7 сентября 1911 — 22 апреля 1992) — политическая деятельница КНР, представительница женского движения, жена Чжу Дэ.

## Ранние годы
Кан Кэцин (имя, данное при рождении — Кан Гуйсю, кит. 康桂秀) родилась 7 сентября 1911 года в семье бедного рыбака в деревне Лотан, уезд Ваньань, провинция Цзянси; принадлежит национальному меньшинству хакка. Одна из десяти детей, она ещё в младенчестве была продана другой семье в качестве будущей невесты, однако они остались бездетны. В пятнадцать лет она остригла волосы, чтобы показать свою приверженность революции, и хотя в то время была неграмотной, она была одной из лидеров местной коммунистической женской организации, Крестьянского союза и Союза молодежи. Чтобы охладить бунтарские наклонности Кан, приемные родители пытались выдать её замуж против воли, однако в семнадцать лет она ушла из дома, присоединившись к партизанскому отряду, и вступила в китайскую Красную армию. В 1930 году она вышла замуж за Чжу Дэ, командующего армией (разница в возрасте составила 28 лет); их брак считается образцом революционного брака.
В 1931 году они переехали в Жуйцзинь, провинция Цзянси, где располагалось центральное правительство коммунистической партии Китая. Кан вступила в Коммунистическую партию Китая и работала на различных политических должностях в армии.

## Длинный марш
С 1934 по 1936 год Кан Кэцин участвовала в Длинном марше длиной в 10 тысяч километров. Она прошла долгий путь — от бойца Красной армии, до политрука комендантской роты генштаба Красной армии, до командира добровольческого женского отряда училища Красной армии, политкомиссара связного отряда генштаба КА, и политрука части прямого подчинения реввоенсовета. Она проводила идейную и массовую работу среди солдат; как минимум в одном сражении выполняла роль командующего. Позже её перевели в партийную школу Армии Четвёртого фронта на должность генерального секретаря. Кан Кэцин была одной из 30ти женщин, участвовавших в походе. В течение «Длинного марша» она трижды пересекала горы — один раз, будучи больной малярией. Условия были очень тяжелы: даже будучи женой главнокомандующего, она не пользовалась никакими привилегиями, как и рядовые бойцы, шла пешком в соломенных сандалях, не только неся на спине собственные вещи, но и время от времени помогая более слабым товарищам нести тяжелый груз, часто несла по три-четыре винтовки. Проявленные ею стойкость и мужество остались в памяти современников.

## После Длинного марша
После «Великого похода» Кан посещала Антияпонский университет (кит. 抗日大学) и Центральную партийную школу в Яньане. Во время войны с Японией (1937—1945) путешествовала с мужем, главнокомандующим Красной Армией, работала директором политбюро штаба 8-го маршрута армии. Хотя главной задачей Кан была работа с солдатами в армии, она также занимала должности в женских и детских организациях, входила в Комитет по делам женщин Центрального комитета КПК и была членом съезда КПК.

## Период КНР
В 1949 году она посетила первый съезд Всекитайской федерации женщин и продолжала работать в координационном комитете федерации до 1983 года (кроме периода Культурной революции, когда федерация не функционировала). Несколько раз она была членом постоянного комитета Всекитайского собрания народных представителей.
Во время Культурной революции Кан находилась под домашним арестом за критику Мао Цзэдуна, однако позже была реабилитирована.
В 1976 году умер муж Кан Кэцин Чжу Дэ; у пары не было детей. В 1978 году Кан Кэцин возглавляла комитет, который пересмотрел закон о браке. До и после Культурной революции она выезжала за границу с докладами, в 1980 году посетила Копенгагенскую женскую конференцию ООН. С 1978 года она непрерывно работала в Народной политической консультативной конференции Китая, вице-председателем которой она была с 1983 по 1986 год. В 1980 году Кан подписала от имени правительства Китая Конвенцию ООН о ликвидации всех форм дискриминации в отношении женщин. Она возглавляла Всекитайскую федерацию женщин, Китайский детский фонд, Фонд Сун Цинлин и другие организации, связанные с женщинами и детьми.

## Смерть
Когда Кан Кэцин умерла 22 апреля 1992 года, в её завещании, в соответствии с простотой и откровенностью, которые характеризовали её жизнь, не было предусмотрено никаких государственных похорон или церемонии прощания.